# Сосьва (Североуральский муниципальный округ)
Со́сьва (до 1951 года — Долгая Паберега) — посёлок в Североуральском муниципальном округе Свердловской области России.
Ранее посёлок входил в состав Всеволодо-Благодатского сельсовета города Североуральска.

## География
Посёлок Сосьва расположен в 28 километрах (по автодороге в 35 километрах) к северу от города Североуральска, на левом берегу реки Сосьвы (правого притока Тавды).

## История
Посёлок Долгая Паберега был основан в 1930-е годы в связи с развитием леспромхоза. Современное название посёлок получил в 1951 году.

## Население
| 2002 | 2010 |
| ---- | ---- |
| 385  | ↘229 |